# マリア・ドロテア・フォン・ヴュルテンベルク
マリア・ドロテア・フォン・ヴュルテンベルク（Maria Dorothea Luise Wilhelmine Caroline von Württemberg, 1797年11月1日 - 1855年3月30日）は、オーストリア大公でハンガリー総督だったヨーゼフ・アントン・フォン・エスターライヒの3度目の妃。

## 生涯
ヴュルテンベルク公フリードリヒ2世オイゲンの次男であるヴュルテンベルク公ルートヴィヒとその2度目の妃ヘンリエッテ・フォン・ナッサウ＝ヴァイルブルクの長女として、カールスルーエ（現ポーランドのポコイ）で生まれた。妹にヴュルテンベルク王妃パウリーネがいる。
1818年8月24日、43歳のヨーゼフ・アントンとキルヒハイム・ウンター・テック（現在のバーデン・ヴュルテンベルク州の町）で結婚。5子をもうけた。
- エリーザベト（1820年） - 夭折
- アレクサンダー（1825年 - 1837年）
- エリーザベト・フランツィスカ（1831年 - 1903年）
- ヨーゼフ・カール（1833年 - 1905年） - ザクセン＝コーブルク＝ゴータ公女クロティルデ（ブルガリア王フェルディナントの姉）と結婚
- マリー・ヘンリエッテ（1836年 - 1909年） -　ベルギー国王レオポルド2世の王妃